# Emmanuelle Bercot
Emmanuelle Bercot, född 6 november 1967 i Paris, är en fransk skådespelerska och filmregissör.

## Utmärkelser
Bercot utsågs till Bästa kvinnliga skådespelare vid filmfestivalen i Cannes för Förförd 2015.

## Filmografi (urval)
- 1998 – Skolresan (roll)
- 1999 – Allt börjar idag (roll)
- 2001 – Clément (regi och roll)
- 2011 – Polis (manus och roll)
- 2012 – De otrogna (regi, episoden "La Question")
- 2013 – Betties resa (regi)
- 2015 – Förförd (roll)
- 2015 – Malony (regi)
- 2016 – Kvinnan från Brest (regi)
- 2019 – Familjefesten (roll)
- 2021 – De son vivant (manus och regi)